# Entychides dugesi
Entychides dugesi is een spinnensoort uit de familie Cyrtaucheniidae. De soort komt voor in Mexico.